# Hamadia
Hamadia (em árabe: حمادية) é uma comuna localizada na província de Tiaret, Argélia. Sua população estimada em 2008 era de 30 152 habitantes.